# Rion Brown
Rion Brown, né le 3 septembre 1991 à Hinesville en Géorgie, est un joueur américain de basket-ball. Il évolue au poste d'arrière.

## Biographie
Rion Brown est le fils du basketteur Tico Brown.
En juillet 2019, Brown s'engage pour une saison avec le Panathinaïkos, champion de Grèce en titre.
Au mois d'août 2020, il signe pour une saison avec le KK Cedevita Olimpija, équipe née de la récente fusion du KK Olimpija et du KK Cedevita. Le club est engagé en première division slovène, en Ligue adriatique et en EuroCup.
En juillet 2022, Rion Brown s'engage avec Nanterre 92, club français de première division.
Une année plus tard, début juillet 2023, Rion Brown officialise son arrivée à l'ADA Blois pour une saison de plus en première division française.

## Palmarès
- Champion de Finlande 2017